# Skoky na lyžích na Zimních olympijských hrách 1932
Skoky na lyžích na Zimních olympijských hrách 1932 v Lake Placid byly zároveň součástí mistrovství světa v klasickém lyžování. Kromě olympijských medailí se tak udělovaly i medaile z mistrovství světa. Místem konání byl skokanský můstek Intervale Hill.
Všechny medaile putovaly do Norska.

## Přehled medailí
| Pořadí | Země         | Zlato | Stříbro | Bronz | Celkově |
| ------ | ------------ | ----- | ------- | ----- | ------- |
| 1.     | Norsko (NOR) | 1     | 1       | 1     | 3       |
| Celkem | Celkem       | 1     | 1       | 1     | 3       |

## Medailisté

### Muži
| Disciplína     | Zlato                      | Výkon | Stříbro                  | Výkon | Bronz                         | Výkon |
| -------------- | -------------------------- | ----- | ------------------------ | ----- | ----------------------------- | ----- |
| střední můstek | Birger Ruud · Norsko (NOR) | 228,1 | Hans Beck · Norsko (NOR) | 227,0 | Kaare Wahlberg · Norsko (NOR) | 219,5 |